# Lamprobyrrhulus nitidus
Lamprobyrrhulus nitidus är en skalbaggsart som först beskrevs av Johann Gottlieb Schaller 1783.  Lamprobyrrhulus nitidus ingår i släktet Lamprobyrrhulus, och familjen kulbaggar. Arten har ej påträffats i Sverige.

## Bildgalleri

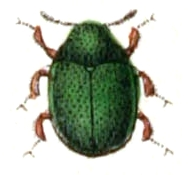